# Oculus Rift

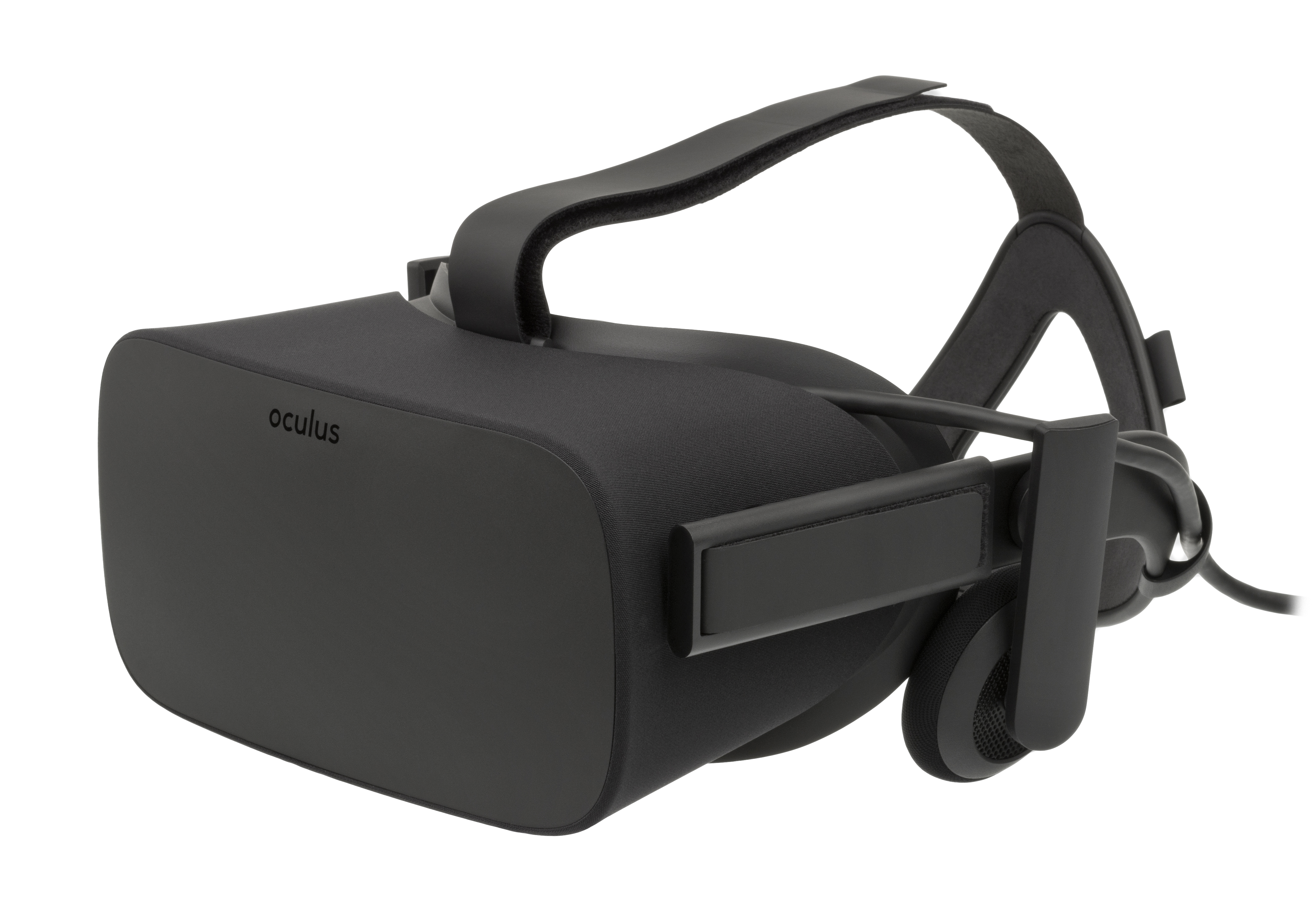
Oculus Rift Consumer Version 1

Oculus Rift è un visore per la realtà virtuale indossabile sul viso (in inglese HMD, head-mounted display), pubblicato commercialmente il 28 marzo 2016.
Sviluppato da Oculus VR, ha ottenuto un finanziamento di 16 milioni di dollari di cui 2,4 milioni dalla campagna Kickstarter. La società è stata fondata da Palmer Luckey e dai cofondatori di Scaleform. Il 25 marzo 2014 la società è stata acquistata da Facebook.

## Storia
Nel gennaio 2017 viene presentata una nuova versione del visore denominata "Crystal Cove", che si differenzia dalla precedente per l'utilizzo di uno schermo OLED da 5,6 pollici di risoluzione 1920x1080 (16:9 rapporto d'aspetto). Tale schermo migliora i problemi legati al senso di nausea che provocava il primo prototipo, grazie alla minore latenza offerta dagli schermi OLED rispetto ai tradizionali LCD. Un'altra novità è rappresentata dalla presenza di 20 sensori ad infrarossi posizionati sul visore che, combinati con una telecamera posta davanti al giocatore, sono in grado di rilevare gli spostamenti nelle 3 direzioni, permettendo così agli utenti di spostarsi nell'ambiente 3D (offrendo ad esempio la possibilità di avvicinarsi ad un oggetto per vederlo meglio); anche questa miglioria va nella direzione dell'eliminazione del senso di nausea. Questo modello inoltre integra nel visore il control box (un piccolo contenitore dove alloggia la scheda di controllo che fa da tramite fra gli schermi ed il computer).
In concomitanza con il Game Developers Conference 2014, tenutosi a San Francisco, iniziarono i preordini del Development Kit 2 al prezzo di 350 $ (spese di spedizione e tasse escluse). Le differenze con il Crystal Cove sono poche, i 20 sensori ad infrarossi non sono più visibili, ma sono comunque presenti e nella parte anteriore alta del visore sono state aggiunte una porta USB e quello che sembra un connettore jack da 3,5 mm. Questa versione era rivolta agli sviluppatori e non adatta al mercato consumer (alcuni utenti che avevano comprato il primo development kit lo usavano come periferica plug and play quando invece necessita di un computer e di diversi programmi per essere fruibile al 100%).
Il 6 gennaio in seguito alla presentazione della versione definitiva del Rift al CES 2016 vengono svelati i prezzi, fissati per l'Italia a 699,00 Euro e la data di uscita per il 28 marzo 2016, che è stata spostata prima ad aprile e successivamente a maggio. Lo stesso giorno sono state aperte le prenotazioni e la prima scorta di unità del visore, disponibile dal 28 marzo, è andata esaurita in 14 minuti (facendo in modo che tutti coloro che acquistavano il visore lo avrebbero ricevuto ad aprile e, dopo 24 ore, addirittura a giugno), nonostante il prezzo molto alto e parecchio discusso, giustificato dal fondatore di Oculus VR, Palmer Luckey, dal fatto che (rispetto al Development Kit 2) la versione definitiva del dispositivo fosse molto più avanzata. Nel 2016, la commercializzazione sul mercato del visore era solo per 20 paesi: Australia, Belgio, Canada, Danimarca, Finlandia, Francia, Germania, Giappone, Islanda, Irlanda, Italia, Paesi Bassi, Nuova Zelanda, Norvegia, Polonia, Regno Unito, Spagna, Svezia, Stati Uniti e Taiwan. Mentre negli altri paesi in cui si è deciso di commercializzarlo (Austria, Portogallo, Svizzera e Russia), esso è divenuto disponibile dall'inizio del 2017.

## Caratteristiche tecniche
Il primo prototipo usava uno schermo da 5,6 pollici, ma dopo la campagna avvenuta su Kickstarter è stato deciso di passare a uno schermo di 7 pollici. Lo schermo LCD ha una profondità di colore di 24 bit per pixel ed è abilitato alla stereoscopia 3D.
Il campo di visione è di oltre 90 gradi in orizzontale (110 gradi di diagonale), che è più del doppio rispetto agli altri dispositivi concorrenti. La risoluzione della versione DK1 è di 1280X800 (rapporto d'aspetto 16:10), cioè 640×800 per occhio (rapporto d'aspetto 4:5). La risoluzione del DK2  è di 1920X1080, cioè 960X1080 per occhio. Nella versione commerciale uscita nel 2016 la risoluzione ufficiale è di 2160X1200 (1080x1200 per occhio).